# باراغ أغراوال
باراغ أغراوال (مواليد 1984) هو مدير تنفيذي هندي أمريكي في مجال التكنولوجيا، والرئيس التنفيذي (الرئيس التنفيذي) لتويتر منذ نوفمبر 2021.
انضم باراغ إلى تويتر مهندساً متميزاً للبرمجيات في عام 2011 وأصبح مدير التكنولوجيا في عام 2017. وفي 29 نوفمبر 2021، أعلن جاك دورسي أنه استقال من منصبه رئيساً تنفيذياً لتويتر، وأن باراغ أغراوال الذي كان زميله في تويتر لمدة 10 سنوات سيحل محله على الفور.

## تعلُّمه
حصل باراغ على درجة البكالوريوس من المعهد الهندي للتكنولوجيا في بومباي، وعلى درجة الدكتوراه في علوم الكمبيوتر من جامعة ستانفورد.

## مهنته
في أكتوبر 2017، أعلن تويتر عن تعيين باراغ في منصب كبير مسؤولي التكنولوجيا (CTO) بعد رحيل كبير مسؤولي التكنولوجيا آنذاك، آدم ماسينجر. انضم باراغ إلى الشركة في أكتوبر 2011 مهندساً للبرمجيات. وقبل انضمامه إلى تويتر، شغل باراغ مناصب قيادية في بحوث مايكروسوفت وبحوث ياهو!. وفقًا لسيرة باراغ على صفحة القيادة على تويتر، فهو مسؤول عن «إستراتيجية تويتر التقنية والإشراف على التعلم الآلي والذكاء الاصطناعي عبر فرق المستهلكين والإيرادات والعلوم».
في ديسمبر 2019، أعلن جاك دورسي، الرئيس التنفيذي لشركة تويتر، أن باراغ سيكون مسؤولاً عن مشروع بروتوكول بلوسكاي، وهو «فريق مستقل من المهندسين المعماريين والمهندسين والمصممين مفتوح المصدر لتطوير معيار مفتوح، لامركزي لوسائل التواصل الاجتماعي من شأنه أن يساعد في تحسين التحكم في المعلومات المسيئة والمضللة. على منصتها».
في مقابلة مع إم آي تي تكنولوجي ريفيو في نوفمبر 2020، عندما سئل عن الموازنة بين حماية حرية التعبير كقيمة أساسية والسعي لمكافحة المعلومات الخاطئة، قال باراغ: «دورنا ليس الالتزام بالتعديل الأول، ولكن دورنا هو تقديم محادثة عامة سليمة... تقليل التركيز على التفكير في حرية التعبير، والتفكير في كيفية تغير الأوقات». في 29 نوفمبر 2021، أعلن الرئيس التنفيذي لشركة تويتر، جاك دورسي، أنه استقال من تويتر وأن باراغ سيكون الرئيس التنفيذي الجديد للشركة.
بعد إعلان أغراوال رئيساً تنفيذياً جديداً، انتقده المحافظون بسبب تغريدة قديمة تقول: «إذا لم يفرقوا بين المسلمين والمتطرفين، فلماذا أفرق بين البيض والعنصريين».

## الحياة الشخصية
باراغ متزوج من فينيتا أغراوال. وهي شريكة عامة في Andreessen Horowitz، وهي شركة رأس مال مغامرة، وتقود «استثمارات في شركات علم الأحياء، بما في ذلك العلاج والتشخيص والصحة الرقمية». لهما ابن واحد.